# Lý Thúc Hiến
Lý Thúc Hiến (chữ Hán: 李叔獻, ? - 500?) là một thủ lĩnh địa phương, cát cứ Giao Châu, tự trị với chính quyền phong kiến phương Bắc trong lịch sử Việt Nam thời Bắc thuộc lần 2.

## Cầm quyền ở Giao châu
Cũng như anh họ Lý Trường Nhân, các nguồn sử liệu không ghi chép lại về thân thế cũng như năm sinh, năm mất của ông.
Năm 468, nhân Thứ sử Giao Châu là Lý Mục chết, ông cùng anh họ Lý Trường Nhân tụ tập dân chúng Giao Châu nổi dậy, giết hết các "bộ khúc", thuộc hạ của thứ sử cũ, cùng quan quân đô hộ và những người lưu ngụ từ phương Bắc sang, tự lập chính quyền riêng. Dù Lưu Tống Minh đế không đồng ý, nhiều lần cử quan viên sang làm Thứ sử nhưng đều bị anh em Lý Thúc Hiến đánh bại, nên đành phải phong cho Lý Trường Nhân chức Thứ sử.
Sau khi Lý Trường Nhân mất, Lý Thúc Hiến lên thay quyền thống lĩnh ở Giao Châu, tự xưng Thứ sử. Năm 479, nhà Lưu Tống cử Tả thái thú Nam Hải là Thẩm Hoán sang Giao Châu làm Thứ sử; chỉ công nhận cho Lý Thúc Hiến làm Ninh Viễn Tư mã, lĩnh Thái thú hai quận Vũ Bình và Tân Xương. Thúc Hiến không chấp nhận mệnh của triều đình nhà Lưu Tống, lại được lòng người theo phục, bèn đem quân giữ nơi hiểm, không chịu thu nạp Thẩm Hoán. Thẩm Hoán phải ở lại Uất Lâm rồi chết.
Tháng 7 năm 479, Nam Tề Cao đế lên ngôi, "xá tội" cho Giao Châu, sai sứ sang tuyên dương Lý Thúc Hiến là "văn võ toàn tài" và công nhận Thúc Hiến làm Thứ sử Giao Châu.
Mặc dù vậy, nhà Nam Tề vẫn muốn Giao Châu quy thuận. Đầu năm 485, Nam Tề Vũ đế sai Đại tư nông Lưu Khải làm Thứ sử Giao Châu, chỉ huy quân đội các quận Hiến Khang, Lư Lăng và Thủy Hưng sang đàn áp Lý Thúc Hiến và phong trào tự trị. Lý Thúc Hiến sai sứ sang Tề tâu xin bãi binh và theo lệ vài năm lại dâng 20 cỗ mũ đầu mâu toàn bằng bạc và dải lụa bằng lông công, nhưng vua Tề không nghe. Trước sức ép đó, Thúc Hiến phải sang đầu hàng nhà Tề, chấm dứt chính quyền tự trị gần 20 năm của anh em Lý Trường Nhân.

## Tham gia Bắc tiến
Về Kiến Khang hàng nhà Tề, Lý Thúc Hiến vẫn giữ chức hư vị Thứ sử Giao châu. Năm 500, xảy ra xung đột giữa Nam Tề và Bắc Nguỵ, do Thứ sử Dự châu Bùi Thúc Nghiệp của Nam Tề sợ bị vua Tề là Tiêu Bảo Quyển thanh trừng, bèn dâng Dự châu hàng Bắc Nguỵ. Nhà Nguỵ sai Bành Thành vương Nguyên Hiệp đi tiếp quản Dự châu, trong khi Nam Tề điều quân đánh chiếm lại. Lý Thúc Hiến tham gia chiến dịch này dưới quyền Thứ sử Dự châu mới được phong là Tiêu Ý. Khi đó ông vẫn giữ chức Thứ sử Giao châu, được sai cầm quân đi đóng ở Hợp Phì.
Quân Tề vây đánh Thọ Dương, Nguyên Hiệp bên Bắc Nguỵ cố thủ. Ít lâu sau tướng Nguỵ là Hề Khang Sinh mang quân cứu viện. Hai bên quân Nguỵ sáp đánh, quân Tề đại bại. Sau đó quân Bắc Nguỵ tiến đánh Hợp Phì, Lý Thúc Hiến bại trận bị bắt sống.

## Theo hàng nhà Lương
Không rõ diễn biến cuộc đời Lý Thúc Hiến khi ở Bắc Ngụy. Sang năm 501, nước Lương xảy ra nội loạn do cuộc binh biến của Thứ sử Ung châu Tiêu Diễn chống lại triều đình Tiêu Bảo Quyển. Lúc đó Lý Thúc Hiến lại xuất hiện là một tướng lĩnh trong triều đình nhà Nam Tề. Như vậy chỉ sau một thời gian ngắn bị bắt, ông được Bắc Ngụy thả về Nam và được nhà Tề tiếp tục dùng làm tướng.
Trong trận chiến chống Tiêu Diễn năm 501, Lý Thúc Hiến được Tiêu Bảo Quyển sai đóng quân ở Qua Bộ, phối hợp cùng các tướng Tả Tăng Khánh, Thường Tăng Cảnh, Thân Trụ phòng thủ vùng Kinh khẩu. Tiêu Diễn uy thế lớn mạnh, phái sứ giả đến chiêu dụ. Lý Thúc Hiến và các tướng đều mang quân bản bộ đến đầu hàng.
Không rõ số phận của Lý Thúc Hiến sau khi quy hàng Tiêu Diễn. Không lâu sau, Tiêu Diễn tiêu diệt Tiêu Bảo Quyển, giành ngôi nhà Tề, lập ra nhà Lương. Cuộc đời hoạt động của Lý Thúc Hiến được sử sách nhắc đến trong hơn 30 năm.